# Цветишће
Цветишће је насељено место у саставу Града Озља, до нове територијалне организације у саставу бивше општине Озаљ, у Карловачкој жупанији, Хрватска.

## Становништво

### Број становника по пописима
| Националност   | 2001. | 1991. | 1981. | 1971. | 1961. | 1953. | 1948. | 1931. | 1921. | 1910. | 1900. | 1890. | 1880. | 1869. | 1857. |
| бр. становника | 2     | 1     | 6     | 7     | 29    | 33    | 36    | 0     | 0     | 0     | 82    | 0     | 0     | 0     | 0     |

- напомене:

Исказује се од 1900, и то 1900. и 1948. као део насеља под именом Цветише, а од 1953. као насеље под именом Цветишће. Од 1910. до 1931. подаци су садржани у насељу Малинци.

### Национални састав
| Националност       | 1991.    | 1981.      | 1971.      | 1961.       |
| Хрвати             | 0        | 3 (50,00%) | 3 (42,85%) | 5 (17,24%)  |
| Срби               | 0        | 3 (50,00%) | 4 (57,14%) | 24 (82,75%) |
| Југословени        | 1 (100%) | 0          | 0          | 0           |
| остали и непознато | 0        | 0          | 0          | 0           |
| Укупно             | 1        | 6          | 7          | 29          |